# Lago Aalkisten
El lago Aalkisten (en alemán: Aalkistensee) es un lago situado en la región administrativa de Karlsruhe, en el estado de Baden-Württemberg (Alemania), a una elevación de 250 metros; tiene un área de 13.6 hectáreas. 